# Ganoderma zonatum
Ganoderma zonatum är en svampart som beskrevs av Murrill 1902. Ganoderma zonatum ingår i släktet Ganoderma och familjen Ganodermataceae.   Inga underarter finns listade i Catalogue of Life.

## Källor

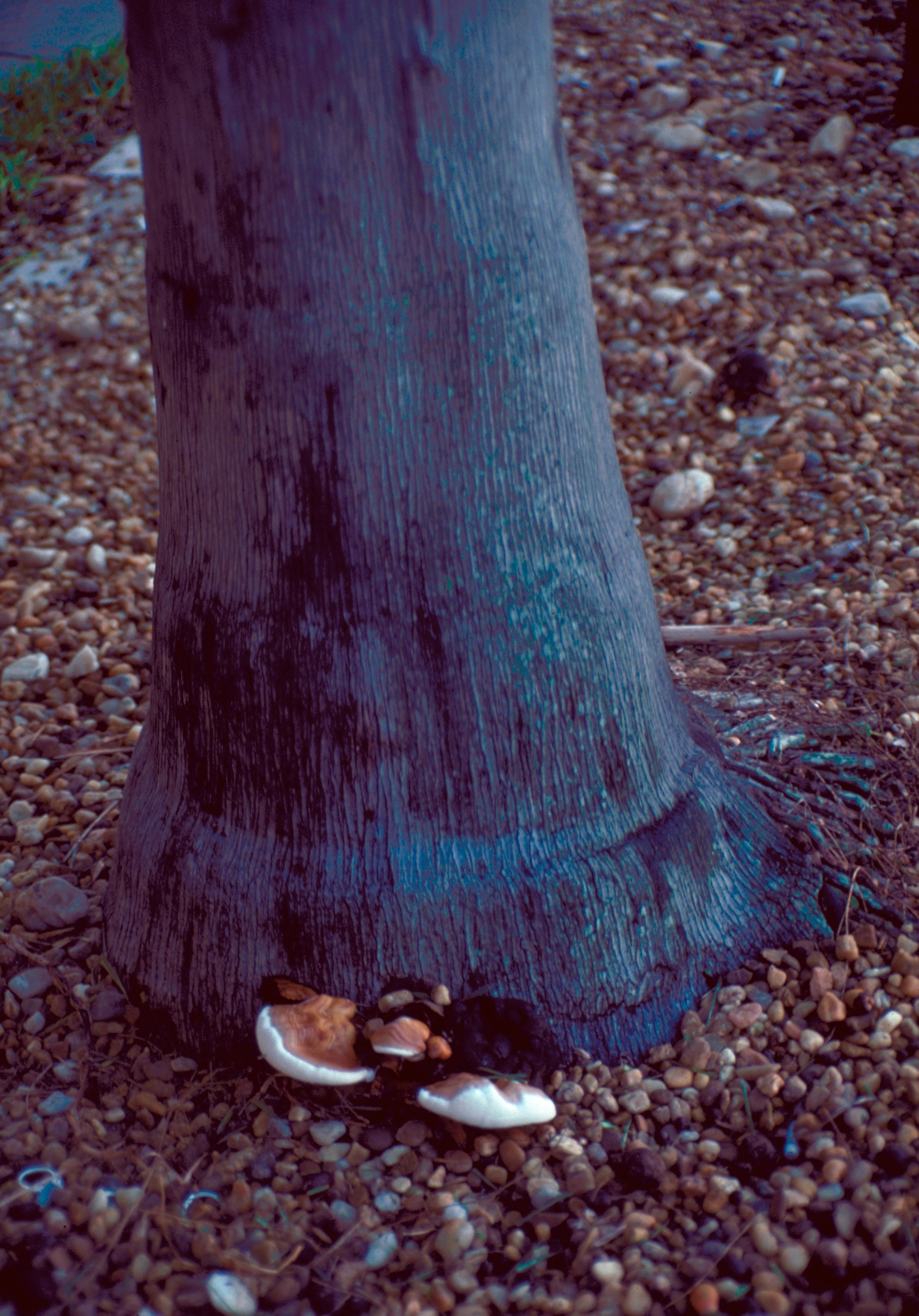
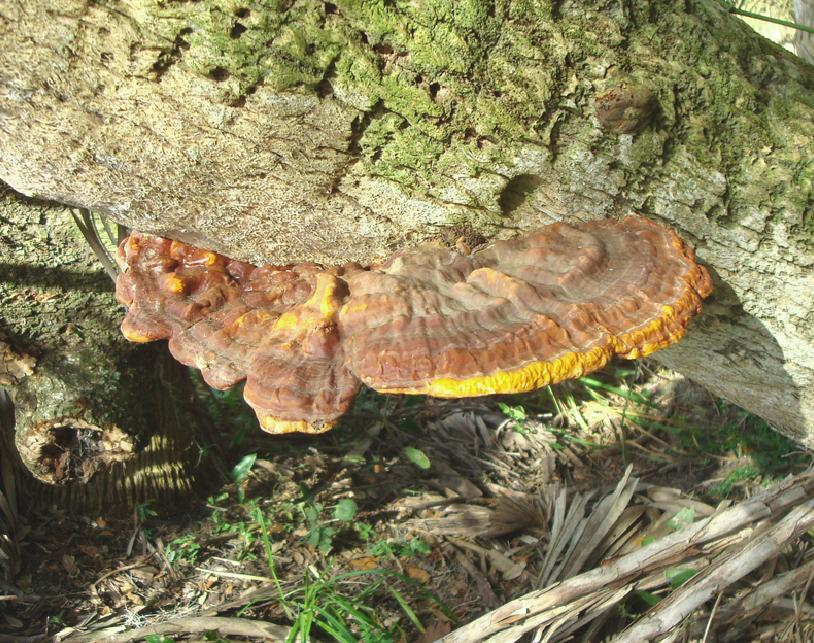
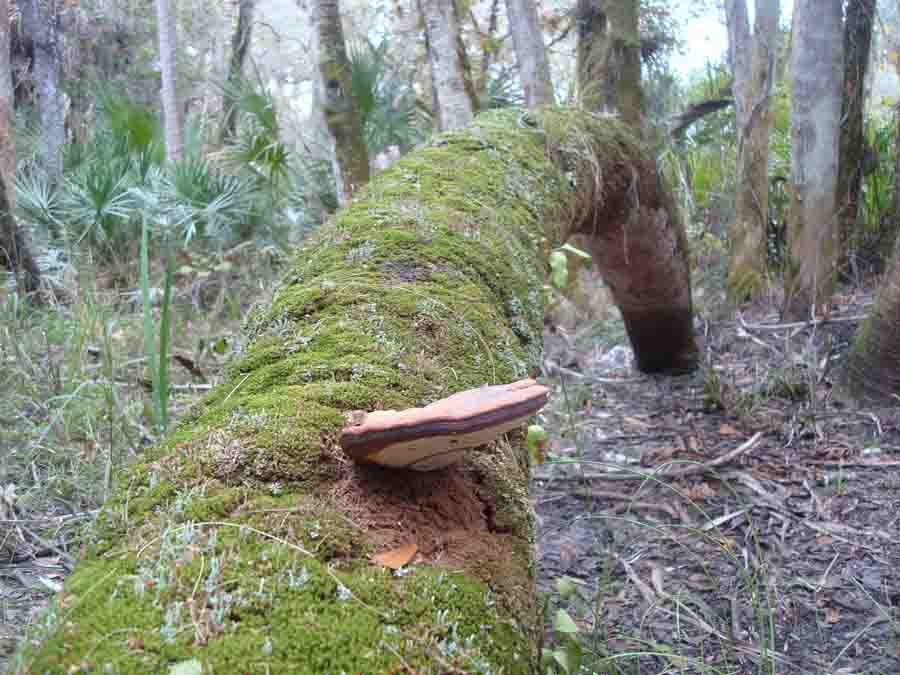
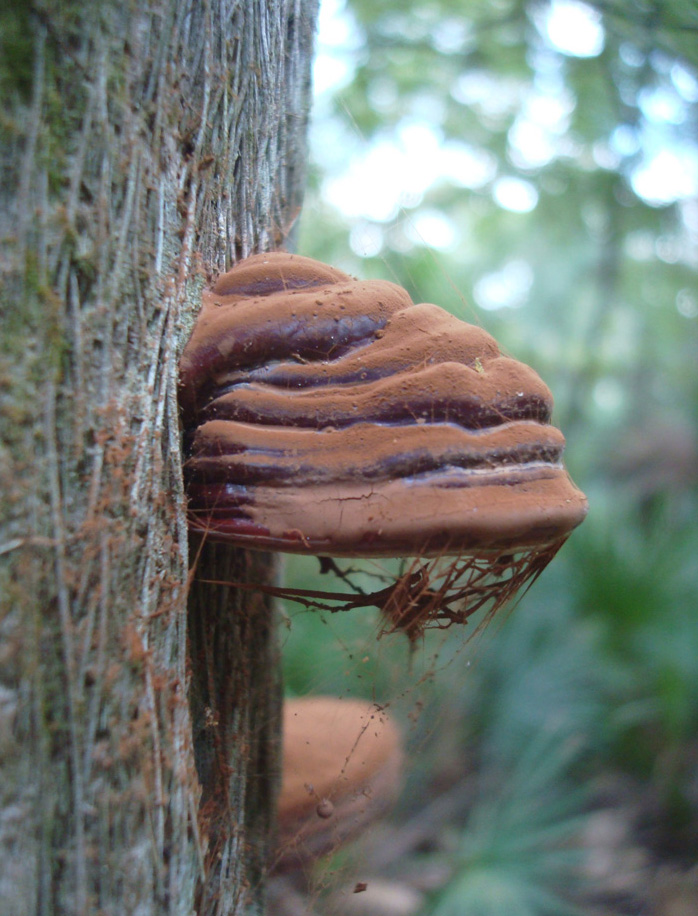